# 悦真
悦真（?—?），十六国后燕大臣，官至侍中。
398年，后燕第二任皇帝慕容宝被杀，慕容盛即位，任命东阳公慕容根为尚书左仆射，卫伦、阳璆、鲁恭、王滕为尚书，悦真为侍中，阳哲为中书监，张通为中领军，把慕容宝的谥号改为惠闵皇帝，庙号烈宗。401年，慕容盛被杀，慕容熙即位。403年，慕容熙以卫尉悦真为青州刺史，镇守新城；光禄大夫卫驹为并州刺史，镇守凡城（今河北省平泉县）。 